# ENThOI Lakatamia
Maillots
Dernière mise à jour : 29 mars 2024.
Le Enosis Neon ThOI Lakatamia (en grec moderne : Ένωση Νέων ΘΟΪ Λακατάμια), plus couramment abrégé en EN ThOI Lakatamia, est un club chypriote de football fondé en 1948 et basé à Lakatámia, dans la banlieue de Nicosie, la capitale du pays.
Le club évolue en première division chypriote lors de la saison 2005/2006.

## Historique
- 1948 : fondation du club

## Palmarès
| Compétitions nationales |
| --- |
| - Championnat de Chypre D3 (3) : - Champion : 1982-83, 1999-00 et 2014-15. - Championnat de Chypre D4 (1) : - Champion : 1998-99 |

## Personnalités du club

### Présidents
- Kóstas Kaïáfas
- Loukis Archontidis

### Entraîneurs
- Makis Papaioannou
- Nontas Christinakis
- Ivan Marinov